# حساب الفرائض
حساب الفرائض في فقه المواريث هو: طريقة عمل حساب مسائل الإرث وتأصيلها وتصحيحها. باعتبار مخارج الفروض وعدد رؤوس العصبات. ويتضمن أصول المسائل السبعة المتفق عليها وهي: (2)، (3)، (4)، (6)، (8)، (12)، (24). وتفاصيلها مذكورة في باب حساب الفرائض وتتضمن أيضا العول والرد والسهام وأعمال حساب الفرائض.

## حساب الفرائض
حساب الفرائض في علم فقه المواريث هو: طريقة العمليات الحسابية في تصوير مسائل الورثة وتأصيلها وتصحيحها وضبطها بأسلوب منظم من أجل الحصول على نتائج صحيحة.
فيتم تصوير المسألة؛ بحصر الورثة وتحديد من يرث منهم بالفرض أو بالتعصيب وتأصيل المسألة؛ وهو استخراج عدد يقسم على الورثة. ثم تصحيح المسألة؛ إن احتاجت للتصحيح، وهو عملية ثانوية تأتي بعد التأصيل، عندما تكون السهام غير منقسمة على بعض الورثة. مثل: مسألة مكونة من زوج وخمسة أبناء؛ أصل المسألة أربعة للزوج الربع واحد، والباقي ثلاثة للأبناء الخمسة وهي غير منقسمة عليهم. فتحتاج المسألة للتصحيح وهو ضرب عدد رؤوس الأبناء في أصل المسألة 5 × 4= 20 فتصح المسألة من عشرين ثم يضرب نصيب الزوج 1 × 5= 5 هي الربع للزوج، وتضرب 5 × 3= 15 للأبناء تقسم 15 ÷ 5= 3 لكل واحد 3 من 15.
قسة السهام على الورثة

## تأصيل المسائل
التأصيل للمسائل هو أهم عمل في حساب الفرائض، فالوارث
إما أن يكون منفردا أو مع غيره من الورثة، وفي الحالين إما أن يكون في المسألة من يرث بالفرض أو بالتعصيب أو بهما. فيعتبر أولاً وجود أصحاب الفروض لتأصيل المسائل فإن لم يوجد صاحب الفرض تأصلت المسألة من عدد الرؤوس. مثل: خمسة إخوة؛ فمسألتهم من خمسة، ولو كانوا أقل أو أكثر؛ فأصل مسألتهم بعدد رؤوسهم، ويحسب رأس الذكر برأسين ورأس الأنثى برأس إن كان الإرث للذكرمثل حظ الأنثيين. مثل: ثلاثة أبناء وثلاث بنات؛ فمسألتهم من من تسعة.

### أصول المسائل
أصول المسائل سبعة هي: اثنان/ثلاثة/ أربعة/ ستة/ ثمانية/ إثنى عشر/ أربعة وعشرون. ويكون استخراجها ناتجا من مقدار مخارج فروض الإرث الستة.
| فرض                             | مخرج | فرض                             | مخرج | فرض                             | مخرج |
| ------------------------------- | ---- | ------------------------------- | ---- | ------------------------------- | ---- |
| {\displaystyle {\frac {1}{2}}}= | 2    | {\displaystyle {1 \over 4}}=    | 4    | {\displaystyle {\frac {1}{8}}}= | 8    |
| {\displaystyle {2 \over 3}}=    | 3    | {\displaystyle {\frac {1}{3}}}= | 3    | {\displaystyle {1 \over 6}}=    | 6    |

## استخراج أصول المسائل من مخارج الفروض
| الفروض \| {\displaystyle \left({\frac {1}{2}}\right)} \| {\displaystyle \left({\frac {1}{4}}\right)} \| {\displaystyle \left({\frac {1}{8}}\right)} \| {\displaystyle \left({\frac {2}{3}}\right)} \| {\displaystyle \left({\frac {1}{3}}\right)} \| {\displaystyle \left({\frac {1}{6}}\right)} \| |                                             |                                             |                                             |                                             |                                             |
| {\displaystyle \left({\frac {1}{2}}\right)} | {\displaystyle \left({\frac {1}{4}}\right)} | {\displaystyle \left({\frac {1}{8}}\right)} | {\displaystyle \left({\frac {2}{3}}\right)} | {\displaystyle \left({\frac {1}{3}}\right)} | {\displaystyle \left({\frac {1}{6}}\right)} |

| {\displaystyle \left({\frac {1}{2}}\right)} | {\displaystyle \left({\frac {1}{4}}\right)} | {\displaystyle \left({\frac {1}{8}}\right)} | {\displaystyle \left({\frac {2}{3}}\right)} | {\displaystyle \left({\frac {1}{3}}\right)} | {\displaystyle \left({\frac {1}{6}}\right)} |

| الفروض \| {\displaystyle \left({\frac {1}{2}}\right)} \| {\displaystyle \left({\frac {1}{4}}\right)} \| {\displaystyle \left({\frac {1}{8}}\right)} \| {\displaystyle \left({\frac {2}{3}}\right)} \| {\displaystyle \left({\frac {1}{3}}\right)} \| {\displaystyle \left({\frac {1}{6}}\right)} \| |                                             |                                             |                                             |                                             |                                             |
| {\displaystyle \left({\frac {1}{2}}\right)} | {\displaystyle \left({\frac {1}{4}}\right)} | {\displaystyle \left({\frac {1}{8}}\right)} | {\displaystyle \left({\frac {2}{3}}\right)} | {\displaystyle \left({\frac {1}{3}}\right)} | {\displaystyle \left({\frac {1}{6}}\right)} |

| {\displaystyle \left({\frac {1}{2}}\right)} | {\displaystyle \left({\frac {1}{4}}\right)} | {\displaystyle \left({\frac {1}{8}}\right)} | {\displaystyle \left({\frac {2}{3}}\right)} | {\displaystyle \left({\frac {1}{3}}\right)} | {\displaystyle \left({\frac {1}{6}}\right)} |

أصل المسألة هو: (أقل عدد يأتي منه نصيب كل وارث صحيحا)
ويكون استخراجه بطريقة الاختصار ما أمكن، كما يلي:
- إن كانت المسألة فيها صاحب فرض فأصل المسألة من مخرج ذلك الفرض. مثل: زوج وابن فأصل المسألة أربعة من مخرج الربع.
- إن كان في المسألة فرضان أو أكثر؛ فأصل المسألة هو العامل المشترك المستخرج من مخارج الفروض، باعتبار ما يوجد من علاقة بين فرضين، عن طريق النسبة وهي: التماثل أو التداخل أو التباين أو التوافق.

1. التماثل؛ مثل: زوج وشقيقة؛ للزوج النصف ومخرجه اثنان وللشقيقة النصف ومخرجه اثنان فالعددان 2 و2 متماثلان، نكتفي بأحدهما ويكون أصل المسألة اثنان. وهكذا 3 و3 أو 6 و6.

التداخل؛ وهو: (دخول العدد الأصغر في الأكبر) مثل: فرضي الثلث والسدس فمخرج الثلث 3 ومخرج السدس 6 تدخل الثلاثة في الستة ويكون أصل المسألة ستة ومثل: فرضي النصف والثمن فمخرج النصف اثنان ومخرج الثمن ثمانية تدخل الاثنان في الثمانية ويكون أصل المسألة ثمانية.
1. التباين؛ عندما يكون العددان مختلفين وليس بينهما توافق ينتج منه عددان صحيحان فقط. مثل: فرضي الثلث والربع، فأصل المسألة (12) حاصل ضرب 3 × 4= 12.

ومثل: فرضي النصف والثلث، فمخرج النصف اثنان، ومخرج الثلث ثلاثة، وأصل المسألة ستة حاصل من ضرب 2×3=6
1. التوافق؛ عندما يكون العددان المختلفان متوافقين كالربع والسدس

فمخرج الربع (4) ومخرج السدس (6) وبينهما توافق بالأنصاف فنصف 4= 2، ونصف 6= 3 وأصل المسألة إثنى عشر ناتج من ضرب وفق أحدهما في كامل الآخر هكذا: 2×6=12 أو 3×4=12.
وإذا اجتمع في المسألة الثمن والسدس؛ فمخرج الثمن ثمانية، ومخرج السدس ستة، وبينهما توافق بالأنصاف فنصف 8=4، ونصف 6=3 وأصل المسألة أربعة وعشرون ناتج من ضرب نصف أحدهما في كامل الآخر هكذا: 4×6=24، أو 3×8=24

## أصول المسائل التي لا تعول
التأصيل في علم الفرائض هو استخراج عدد يقسم على الورثة صحيحا، فهو عبارة عن مجموع السهام الموزعة على الورثة. وأصول المسائل التي لا يدخل عليها العول أربعة هي:

### الأصل الأول
وهو العدد: (اثنان) من مخرج النصف وهو: (2)
سواء كان في المسألة نصف مثل: زوج وعم؛ للزوج النصف والعم عصبة وأصل المسألة اثنان من مخرج النصف، للزوج اثنان، وللعم الباقي. أو نصفان مثل: زوج وأخت لأبوين أو لأب؛ فلكل منهما النصف ومخرجه 2و 2 نكتفي بأحدهما ويكون أصل المسألة اثنان واحد للزوج وواحد للأخت.
| أصل المسألة اثنان من مخرج النصف في هذين المثالين التاليين |
| --------------------------------------------------------- |

| مسألة | حل |
| ----- | -- |
|       | 2  |
| زوج   | 1  |
| عم    | 1  |

| مسألة   | حل |
| ------- | -- |
|         | 2  |
| زوج     | 1  |
| أخت لأب | 1  |

### الأصل الثاني
هو العدد (ثلاثة) من مخرج الثلث أو الثلثين. مثاله من مخرج الثلث: أم أو أخوان لأم، وعاصب؛ أصل المسألة ثلاثة الثلث واحد والباقي للعصبة. ومثاله من مخرج الثلثين؛ بنتان وعم. وإذا اجتمع في المسألة ثلثان وثلث مثل: شقيقتين وأخوين لأم، أو ثلث ثلث مثل: أم وأخوين لأم؛ فالمخرج في كل هو 3و 3 نكتفي بأحدهما ويكون أصل المسألة ثلاثة.
| مسألة | حل |
| ----- | -- |
|       | 3  |
| أم    | 1  |
| عم    | 2  |

| مسألة | حل |
| ----- | -- |
|       | 3  |
| بنتان | 2  |
| عم    | 1  |

| مسألة     | حل |
| --------- | -- |
|           | 3  |
| أختان لأب | 2  |
| أخوان لأم | 1  |

### الأصل الثالث
هو العدد (أربعة) من مخرج الربع. مثل: زوج وابن فأصل المسألة من مخرج الربع 4 للزوج واحد والباقي للإبن. وإذا اجتمع في المسألة الربع والنصف؛ فمخرجهما 2و 4 تدخل 2 ضمن الأربعة ويكون أصل المسألة 4. مثل: زوج وبنت وعم للزوج الربع واحد وللبنت النصف اثنان والباقي واحد للعم.
| مسألة | حل |
| ----- | -- |
|       | 4  |
| زوج   | 1  |
| ابن   | 3  |

| مسألة | حل |
| ----- | -- |
|       | 4  |
| بنت   | 2  |
| عم    | 1  |

### الأصل الرابع
هو العدد (ثمانية) من مخرج الثمن. مثل: زوجة وابن؛ للزوجة واحد وللإبن الباقي. وإذا اجتمع في المسألة النصف والثمن؛ فمخرجهما 2و 8 يدخل 2 ضمن الثمانية ويكون أصل المسألة 8 مثل: زوجة وبنت وعم؛ للزوجة الثمن واحد وللبنت النصف 4 والباقي للعم.
| مسألة | حل |
| ----- | -- |
|       | 8  |
| زوجة  | 1  |
| ابن   | 7  |

| مسألة | حل |
| ----- | -- |
|       | 8  |
| زوجة  | 1  |
| بنت   | 4  |
| عم    | 3  |

## أصول المسائل التي يدخل العول عليها
أصول المسائل التي يدخل العول عليها ثلاثة هي:
(6)/ (12)/ (24)

### الأصل ستة
الستة؛ من مخرج السدس (6) فإذا كان في المسألة صاحب فرض السدس مثل: الأم مع الابن؛ فأصل المسألة هو العدد (6) من مخرج السدس، للأم منها (1) والباقي (5) للإبن. ويكون أصل المسألة (ستة) في أحوال.
- إذا وجد فيها صاحب سدس فقط كهذه المسألة.
- أو كان فيها سدس وثلث مثل: أم وأخ لأم وعم؛ ومخرج الثلث: (3) تدخل ضمن مخرج السدس ( 6) ويكون أصل المسألة 6 للأم الثلث 2 وللأخ لأم السدس 1 والباقي 3 للعم.
- أو سدس وثلثان مثل: أم وشقيقتان وعم؛ مخرج الثلثين 3 تدخل ضمن الستة وأصل المسألة 6 للأم السدس 1 وللشقيقتين الثلثان 4 والباقي للعم 1 .
- أو سدسان مع فرض الثلثين مثل: شقيقتين وأم وأخ لأم؛ أصل المسألة ستة للشقيقة 4 وللأم 1 للأخ لأم 1 .

| سدس |
| --- |

| سدس وثلث |
| -------- |

| سدس وثلثان |
| ---------- |

| ثلثان وسدسان |
| ------------ |

| مسألة | حل |
| ----- | -- |
|       | 6  |
| أم    | 1  |
| ابن   | 5  |

| مسألة  | حل |
| ------ | -- |
|        | 6  |
| أم     | 2  |
| أخ لأم | 1  |
| عم     | 3  |

| مسألة   | حل |
| ------- | -- |
|         | 6  |
| أم      | 1  |
| شقيقتان | 4  |
| عم      | 1  |

| مسألة   | حل |
| ------- | -- |
|         | 6  |
| شقيقتان | 4  |
| أم      | 1  |
| أخ لأم  | 1  |

#### أمثلة إضافية
مثال
| سدس ونصف وسدسان آخران مثل: أم وأخت لأبوين وأخت لأب وأخت لأم. مخرج النصف 2 ومخرج السدس 6 ومجموع الأعداد هي: (نصف وسدس وسدس وسدس) 2/ 6/ 6/ 6 والعدد 2 يدخل في 6 والأعداد 6و 6و6 متماثلان نكتفي بواحد منهما ويكون أصل المسألة (6) منها للأم السدس 1 وللشقيقة النصف 3 وللأخت لأب السدس 1 وللأخت لأم السدس 1 | \| مسألة \| حل \| \| ------- \| -- \| \| \| 6 \| \| أم \| 1 \| \| شقيقة \| 3 \| \| أخت لأب \| 1 \| \| أخت لأم \| 1 \| |
| مسألة | حل |
| | 6 |
| أم | 1 |
| شقيقة | 3 |
| أخت لأب | 1 |
| أخت لأم | 1 |

مثال
| مسألة   | حل |
| ------- | -- |
|         | 6  |
| بنت     | 3  |
| بنت ابن | 1  |
| أم      | 1  |
| عم      | 1  |

| مسألة | حل |
| ----- | -- |
|       | 6  |
| زوج   | 3  |
| أم    | 2  |
| عم    | 1  |

## استخراج أصل المسألة 12
الرقم (12) هو الأصل الثاني من أصول المسائل التي يدخل العول عليها، ولا يتكون إلا نتيجة اجتماع فرضين أو أكثر ويمكن اسخراجه كما يلي:
| 1- اجتماع الثلث والربع؛ (3 و4) للتباين بضرب 3×4=12 مثل: زوجةوأخوين لأم وعم؛ للزوجة الربع ومخرجه 4 وللأخوين الثلث ومخرجه 3 والعم عصبة وأصل المسألة إثنى عشر، للزوجة 3 وللأخوين 4 وللعم الباقي 5 | \| مسألة \| حل \| \| --------- \| -- \| \| \| 12 \| \| زوجة \| 3 \| \| أخوين لأم \| 4 \| \| عم \| 5 \| |
| مسألة | حل |
| | 12 |
| زوجة | 3 |
| أخوين لأم | 4 |
| عم | 5 |

| 2- اجتماع الربع والثلثين مثل: زوجة وشقيقتين وعم؛ ومخرج الربع 4 ومخرج الثلثين 3 بينهما تباين 4×3=12 أصل المسألة إثنى عشر للزوجة الربع 3 وللأختين الثلثان 8 والباقي 1 للعم. | \| مسألة \| حل \| \| ------- \| -- \| \| \| 12 \| \| زوجة \| 3 \| \| شقيقتان \| 8 \| \| عم \| 1 \| |
| مسألة | حل                                                                                                 |
| | 12                                                                                                 |
| زوجة | 3                                                                                                  |
| شقيقتان | 8                                                                                                  |
| عم | 1                                                                                                  |

| 3- اجتماع الربع والسدس مثل: زوجة وجدة وعم؛ للزوجة الربع ومخرجه 4 وللجدة السدس ومخرجه 6 وبين 4و6 توافق بالأنصاف وتباين بضرب نصف أحدهما في كامل الآخر 2×6=12 أو 3×4=12 أصل المسألة إثنى عشر، للزوجة 3 وللجدة 2 والباقي للعم. | \| مسألة \| حل \| \| ----- \| -- \| \| \| 12 \| \| زوجة \| 3 \| \| جدة \| 2 \| \| عم \| 7 \| |
| مسألة | حل                                                                                           |
| | 12                                                                                           |
| زوجة | 3                                                                                            |
| جدة | 2                                                                                            |
| عم | 7                                                                                            |

| 4- اجتماع الربع والنصف والسدس مثل: زوج وبنت وبنت ابن وعم؛ للزوج الربع ومخرجه 4 وللبنت النصف ومخرجه 2 ولبنت الابن السدس ومخرجه 6 . العدد 2 يدخل ضمن 4 وبين 4و6 توافق بالأنصاف وتباين 2×6=12 أو 3×4=12 أصل المسألة إثنى عشر للزوج الربع 3 وللبنت النصف 6 ولبنت الابن السدس 2 والباقي 1 للعم. | \| مسألة \| حل \| \| ------- \| -- \| \| \| 12 \| \| زوج \| 3 \| \| بنت \| 6 \| \| بنت ابن \| 2 \| \| عم \| 1 \| |
| مسألة | حل |
| | 12 |
| زوج | 3 |
| بنت | 6 |
| بنت ابن | 2 |
| عم | 1 |

## استخراج أصل المسألة 24
العدد (24) هو ثالث أصول المسائل التي يدخل العول عليها، ولا يتكون إلا من اجتماع فرضين أو أكثر، ويمكن إستخراجه
| 1- اجتماع الثمن والسدس مثل: زوجة وأم وابن؛ للزوجة الثمن ومخرجه 8 وللأم السدس ومخرجه 6 والابن عصبة بين 8و 6 توافق بالأنصاف وتباين، فنصف أحدهما يضرب في كامل الآخر هكذا: 4×6=24 أو 3×8=24 فيكون أصل المسألة هو 24 للزوجة الثمن 3 وللأم السدس 4 والباقي 17 للإبن. | \| مسألة \| حل \| \| ----- \| -- \| \| \| 24 \| \| زوجة \| 3 \| \| أم \| 4 \| \| ابن \| 17 \| |
| مسألة | حل                                                                                            |
| | 24                                                                                            |
| زوجة | 3                                                                                             |
| أم | 4                                                                                             |
| ابن | 17                                                                                            |

## اقرأ أيضاً
- علم الفرائض
- الإرث في الإسلام
- العصبات
- فروض الإرث
- إرث الجدات
- المشتركة
- التعصيب
- الحجب
- العول
- سهام الفرائض